# Palagonia
Palagonìa (Palaunìa in siciliano) è un comune italiano di 15 429 abitanti della città metropolitana di Catania in Sicilia.
Sito al margine sud della piana di Catania, Palagonia si sviluppa a circa 200 metri sul livello del mare, ed è nota soprattutto per i suoi vasti agrumeti.

## Origine del nome
Il toponimo continua il greco bizantino Πελαγονία Pelagonìa, a sua volta verosimilmente collegato all'antica città sicula di Palica attraverso la forma Παλικέα νέα Palikèa nea. Il nome di questa località sembra essere legato alle figure mitologiche, ma a suo tempo venerate religiosamente, dei Palici, semidei gemelli dei geyser e delle sorgenti termali.
In siciliano il suo nome è Palaunìa (/pa.la.ʊˈni.a/) e i suoi abitanti sono detti palaunisi (/pa.la.ʊˈnisɪ), forme che postulano una <g> intervocalica muta.

## Storia
Il sito risulta abitato già nella preistoria; lo prova il ritrovamento di un insediamento paleolitico nei pressi dell'attuale cittadina. Sembra che Paliké, nei pressi dell'odierna Palagonia, sia stata fondata nel 453 a.C. da Ducezio, che ne fece la capitale del suo Stato.
Ai tempi dei Siculi, Paliké era probabilmente già diventata un centro politico e religioso importante. A Paliké era situato un celebre santuario. La tradizione narra che gli dei chiamati Palici, oggetto di venerazione da parte dei Siculi, fossero nati dalle acque sulfuree del lago di Naftia, di origine vulcanica. Il tempio ad essi dedicato era probabilmente situato sulle sponde del lago stesso; nel tempio venivano praticati rituali oscuri e vaticini. 
Oggi il laghetto, detto anche mofeta dei Palici, non è visibile in quanto i suoi gas sono sfruttati industrialmente.
Nella zona è installata anche una stazione di monitoraggio del flusso di gas esalante dai suoli dell'area etnea, facente parte di una rete costituita da 10 stazioni di monitoraggio del flusso di CO2 e CH4 e dei parametri meteorologici. Le stazioni sono ubicate sui fianchi del vulcano ed in prossimità di Mofeta dei Palici per lo studio della geodinamica dell'area.
Durante il Medioevo il sito cadde sotto la dominazione normanna. Il conte Ruggero, nel 1169, inserì il feudo ed il territorio all'interno dell'arcidiocesi di Siracusa. Appartenne tra il XII e il XIV secolo ad alcune tra le famiglie aristocratiche più importanti della Sicilia (Alagona, Ventimiglia, Passaneto, ecc.) Nel 1407 Giacomo Gravina divenne signore del feudo. Da allora in poi le vicende della città saranno legate al nobile casato dei Gravina-Cruyllas, fino alla morte di Francesco Paolo Gravina, ottavo e ultimo principe di Palagonia, avvenuta nel 1854.
Tra la fine dell'Ottocento e i primi anni del Novecento furono edificati alcuni palazzi di notevole pregio architettonico in stile neoclassico e liberty. Tra questi spiccano palazzo Ponte in via Umberto, casa della famiglia del prof. Gaetano Ponte, fondatore della prima cattedra in vulcanologia d'Europa, ove tra l'altro aveva sede un osservatorio geodinamico; palazzo Blandini, prospiciente la piazza Garibaldi, di recente restaurato per ospitare un piccolo museo comunale; palazzo Politini di via Duca degli Abruzzi; palazzo Blandini (ex sede delle Orsoline) sito in piano Barresi, casa natale dei fratelli Gaetano e Giovanni Blandini, rispettivamente vescovi di Agrigento e Noto.

### Simboli
Lo stemma attuale del comune di Palagonia è estratto dall'Archivio di Stato di Palermo, fondo "Collezione degli Stemmi anni 1818", vol. 3°, ed ha la seguente blasonatura: 
Il gonfalone è un drappo partito di azzurro e di bianco.

## Monumenti e luoghi d'interesse

### Eremo di Santa Febronia

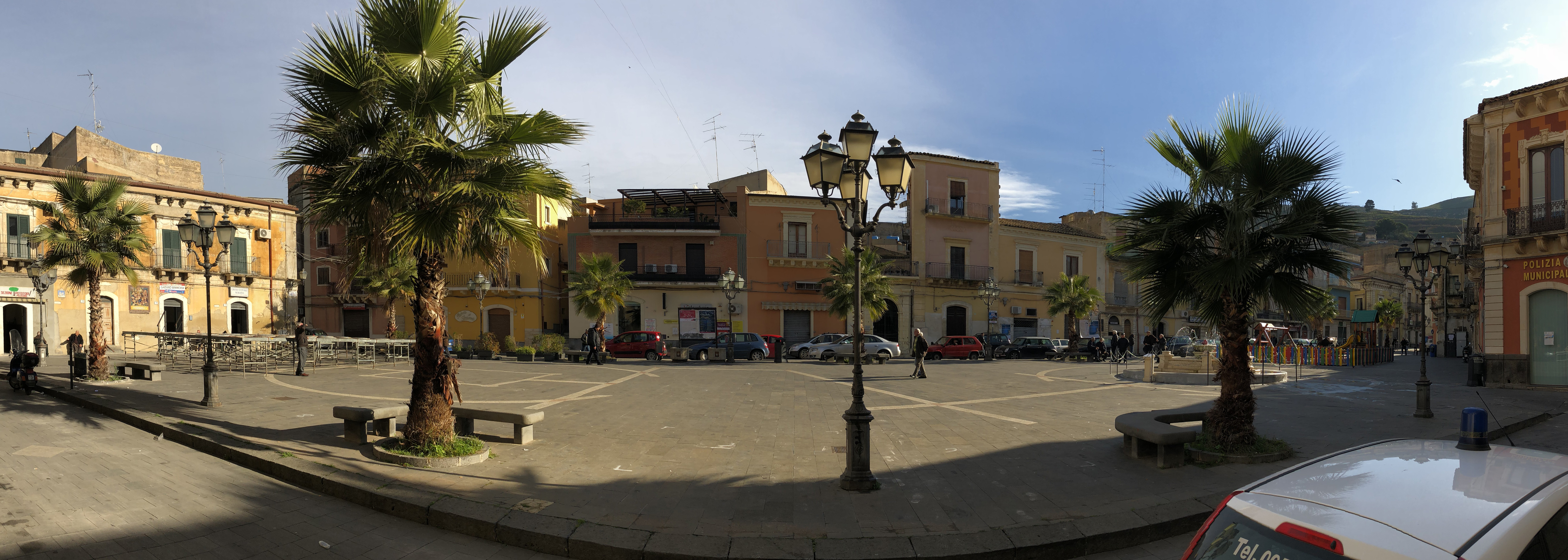
Panoramica di piazza Garibaldi

Il principale monumento della città è l'eremo di Santa Febronia, basilica rupestre risalente al VI-VII secolo d.C. sita in contrada Coste. Si tratta di un ambiente con molta probabilità ricavato da una precedente tomba preistorica e che, attraverso varie trasformazioni, venne adibito successivamente a luogo di culto. La parete di fondo della basilica, che ospita l'abside, su cui sono affrescati il Cristo Pantocratore, contornato da un'Annunciazione e da altre quattro figure sullo sfondo (databili intorno al XV secolo); ai lati dell'abside sono raffigurati il martirio di santa Febronia e quello di san Bartolomeo, databili tra il XVI e il XVII secolo; mentre nella parete posta di fronte all'ingresso sono raffigurati: santa Lucia, un santo vescovo, un Angelo orante racchiuso entro un tondo, sant'Agata, sant'Anastasia, ed il peccato originale anche questi databili tra il XVI e il XVII secolo. In questa parete è ricavato anche un secondo altare con nicchia atta ad ospitare una probabile icona, mentre nella parete a destra sono intagliati gli scranni per sedersi durante l'officiatura dei riti. Tra una delle finestrelle aperte sulla parete prospettica e l'affresco di santa Febronia, si notano tracce di un altro affresco rimosso, raffigurante san Giovanni Battista. Al centro dell'ambiente dal piano di calpestio si scende attraverso dei gradini lapidei in un ambiente a "T" nelle cui pareti sono ricavate le nicchie con funzione di colatoi per i corpi dei monaci dopo la loro morte. Il processo serviva a mummificarli parzialmente. Un altro accesso all'oratorio è costituito da una scala lapidea posta sul retro.
Ogni anno si svolge una processione in cui la reliquia di santa Febronia (a Santuzza), patrona della città, viene portata all'eremo.
L'eremo è situato 5 km a est di Palagonia, sulla SS385 che conduce a Catania.

### Rocchicella
L'altura di contrada Rocchicella (oggi in territorio di Mineo), si eleva nella Valle dei Margi. È facilmente raggiungibile dalla superstrada Catania-Gela (S.S. 417), dalla Catania-Caltagirone (S.S. 385), o dal centro abitato di Palagonia, da cui dista poco più di un chilometro. Sito di grande interesse storico-archeologico, sede di insediamenti umani fin dalla remota antichità (12.000/10.000 anni a.C.), nonché centro del culto misterico delle divinità paliche (personificazione dei laghi ribollenti di Naftia). Esso è menzionato da autori classici greci e latini come sede sia del celebre santuario dei Palici, che della città di Paliké. Da visitare i resti dell'Estaterion ed il Museo dei reperti archeologici rinvenuti in sito.

### Basilica paleocristiana di San Giovanni
È una costruzione singolare di cui si conservano l'abside ed alcune colonne, databile al VII secolo d.C. Molto piccola, era poco adatta a contenere i fedeli, tanto che si ipotizza la possibilità che essi assistessero dall'esterno, alle funzioni religiose. La chiesa non aveva vere e proprie pareti laterali ma una leggera cortina di archeggiati entro i quali erano inserite delle porte che venivano aperte durante le funzioni. Alcuni documenti della metà del XVI secolo, ci informano della sua appartenenza all'Ordine dei cavalieri di San Giovanni di Gerusalemme.

### Pozzo Blandini
Con l'impianto degli agrumeti, già esistenti alla fine del XVI secolo, vennero scavati dei pozzi per reperire acqua necessaria a coprire i fabbisogni estivi. Intorno ai pozzi vennero costruite delle strutture, come il pozzo Blandini che con i suoi oltre sei metri di altezza domina la piana circostante. All'esterno del pozzo vi era un ingegno, una "noria", azionata da animali per il sollevamento dell'acqua.

## Società

### Evoluzione demografica
Abitanti censiti

### Lingue e dialetti
Il dialetto parlato in città appartiene al gruppo siciliano orientale non metafonetico.

### Tradizioni e folclore

#### Santa Febronia, patrona della città
I festeggiamenti si tengono ogni anno, dal 20 giugno al 2 luglio.
Tra i momenti più caratteristici della festa vi è la “Spaccata ‘o pignu” che ha luogo in chiesa madre la sera della vigilia di S. Febronia (24 giugno) dove sull’altare maggiore di detta chiesa campeggia una grande pigna che schiudendosi svela al suo interno la figura di una monachella, alias Febronia, la quale, coronata da due angeli ascende al cielo. L’interpretazione canonica che viene data oggi a tale rituale, vuole vedere simboleggiato nella pigna il corpo materiale che a seguito dei numerosi tormenti patiti col martirio, lascia volare libera l’anima della santa patrona, condotta dagli angeli in paradiso. 
Il giorno della festa principale è il 25 giugno con la processione del fercolo con fuochi pirotecnici e allegre marce eseguite dalle bande musicali.

#### Settimana Santa
Certamente la ricorrenza cittadina più importante tra quelle religiose. I festeggiamenti iniziano fin dal mercoledì santo con l’apertura alle ore 04:00 della chiesa di San Antonio Abate.

## Economia
L'economia di Palagonia è principalmente incentrata sulla coltivazione e sulla commercializzazione degli agrumi, principalmente delle arance, che vengono esportate in tutta Europa riscuotendo notevole apprezzamento tra i consumatori per le caratteristiche e alquanto uniche proprietà organolettiche.

## Infrastrutture e trasporti
Palagonia è attraversata dalla SS385 che la mette in collegamento con Caltagirone e Catania dalle quali dista rispettivamente 30 km e 52 km. A pochi chilometri passano la strada statale 194 Ragusana che collega Ragusa a Catania e la Strada statale 417 di Caltagirone che collega Catania a Gela. I collegamenti con le varie destinazioni sono assicurati da autolinee extraurbane. La stazione ferroviaria di Palagonia dista dal centro quasi 18 chilometri. Fino a qualche decennio fa vi era un notevole movimento di treni merci per il trasporto di agrumi, oggi quasi del tutto spediti con autotreni su strada.

## Amministrazione
Di seguito è presentata una tabella relativa alle amministrazioni che si sono succedute in questo comune.
| Periodo         | Periodo          | Primo cittadino                                  | Partito                                             | Carica                    | Note        |
| --------------- | ---------------- | ------------------------------------------------ | --------------------------------------------------- | ------------------------- | ----------- |
| 21 luglio 1986  | 6 luglio 1991    | Alfredo Naselli Augeri                           | Democrazia Cristiana                                | Sindaco                   | [ 8 ]       |
| 20 luglio 1991  | 10 luglio 1992   | Mariano Cannata                                  | Democrazia Cristiana                                | Sindaco                   | [ 8 ]       |
| 10 luglio 1992  | 19 dicembre 1992 | Salvatore La Iacona                              | Democrazia Cristiana                                | Sindaco                   | [ 8 ]       |
| 28 gennaio 1993 | 9 luglio 1993    | Salvatore Astuti                                 | Democrazia Cristiana                                | Sindaco                   | [ 8 ]       |
| 30 agosto 1993  | 10 febbraio 1994 | Michele Comitino                                 | Partito Socialista Italiano                         | Sindaco                   | [ 8 ]       |
| 28 giugno 1994  | 10 giugno 2003   | Salvatore Fausto Fagone                          | Socialisti Italiani Socialisti Democratici Italiani | Sindaco                   | [ 8 ]       |
| 10 giugno 2003  | 1º luglio 2008   | Fausto Fagone                                    | Forza Italia                                        | Sindaco                   | [ 8 ]       |
| 1º luglio 2008  | 24 giugno 2011   | Francesco Calanducci                             | Movimento per l'Autonomia                           | Sindaco                   | [ 8 ]       |
| 4 luglio 2011   | 4 giugno 2012    | Antonio Garofalo                                 |                                                     | Commissario straordinario | [ 8 ]       |
| 4 giugno 2012   | 26 giugno 2017   | Valerio Marletta                                 | Sinistra Ecologia Libertà                           | Sindaco                   | [ 8 ]       |
| 26 giugno 2017  | 8 agosto 2023    | Salvatore Astuti                                 | Lista civica                                        | Sindaco                   | [ 8 ] [ 9 ] |
| 8 agosto 2023   | 26 Maggio 2025   | Marinella Iacolare Paola Rizzo Vincenzo Lo Fermo |                                                     | Commissione straordinaria | [ 8 ]       |
| 26 maggio 2025  | in carica        | Salvatore Astuti                                 | Lista civica                                        | Sindaco                   | [ 8 ]       |

## Sport

### Calcio
La principale squadra di calcio della città è l'ASD Città di Palagonia. I colori sociali sono il bianco e il rosso. Disputa le partite interne allo stadio comunale Rocco Pardo, situato in contrada Nunziata. Milita nel campionato di 1ª categoria Siciliana.

### Rugby
Il palagonia rugby ha militato nel campionato 91-92 in serie C2. I colori sociali sono stati il bianco e l’azzurro. Ha disputato le partite interne allo stadio comunale Rocco Pardo (contrada Nunziata). Allenatore Roberto Irato